# Hot Springs (Arkansas)
Hot Springs è un centro abitato (city) degli Stati Uniti d'America, capoluogo della contea di Garland, nello Stato dell'Arkansas. Nel 2009 la popolazione era di 39.673 abitanti.

## Geografia fisica
Secondo i rilevamenti dello United States Census Bureau, Hot Springs si estende su una superficie di 33,01 km².

## Amministrazione

### Gemellaggi
- Hanamaki, dal 1993